# Mózes ben Izsák de Rieti
Mózes ben Izsák de Rieti, vagy Mozes di Gajo (Rieti, 1388 – Róma, 1460 körül) középkori itáliai zsidó költő.
A neves korabeli zsidó orvos, Maestro Gajo fiaként született Rómában. Ő maga II. Piusz pápa orvosa volt. Foglalkozott természettudományokkal, filozófiával, és talmudtudománnyal. Hatott rá Manoello, de mégis – egyes zsidó filozófusokkal együtt – elítélte munkásságát. 
Fő műve a Mikdás meát ('Kis szentély') című nagy költemény, amely két részből áll.
- Az Ulamban ('Előcsarnok') da Rieti 5 énekben többféle témakört jár körülː szól a 13 hitágazatról, a kabbaláról, a fizikáról, a matematikáról, a Bibliáról és a Talmudról. Beszél Arisztotelészről, illetve a nagy görög bölcset  magyarázó Averroësről és Gersonidészről.
- A második rész a 8 énekből álló Héchal ('Csarnok'). Ebben a szerző a lelkek csarnokán át bevezeti az olvasót az Esdeklők hajlékába (Meón ha-sóalim). A 3. énekben egy városként mutatja be a Bibliát, amelytől el lehet jutni a Misnához és a Talmudhoz. Ezután a szentélyben (debir) bemutatja a zsidó bölcseket, gaónokat, és a többi kiváló személyt.

A Kis szentély töredékes mű, amelyet da Rieti irodalomtörténeti jegyzetekkel toldott meg. Itt jelzi egyes költők Csarnokból való kizárásának okát, így például Manoellot és Mostin di Ererát érzékies költészetük miatt nem tartotta méltónak a Csarnokban való ottlétre. Verstechnikája kitűnőː ő alkalmazta először az úgynevezett terca rímeket, melyek szép csengést biztosítanak a költeménynek. Ennek ellenére érződik a lendületesség hiánya, amelyet a szerző a szép nyelvezettel és választott tárgyáért való lelkesedéssel igyekszik pótolni.
A zsidó templomi díszeket és tárgyakat énekelte meg Iggéret Jáár Lebánón ('A Libanon erdejéről') című művében. Emellett 62 fejezetből álló védőiratot készített a zsidók számára valószínűleg Gianozzo Manetti (V. Miklós és III. Kallixtusz pápák titkára, hebaraista) vagy Roberto da Lecce korabeli prédikátor vádjai ellen.